# Aspila deserta
Aspila deserta är en fjärilsart som beskrevs av Sohn-rethel 1929. Aspila deserta ingår i släktet Aspila och familjen nattflyn. Inga underarter finns listade i Catalogue of Life.